# World Touring Car Championship 2013
FIA World Touring Car Championship 2013 var den nionde säsongen av World Touring Car Championship, världsmästerskapet i standardvagnsracing. Nytt för säsongen var att Honda tillsammans med JAS Motorsport gör en tvåbilssatsning med Honda Civic och att Chevrolet valt att dra sig ur som fabriksteam. Även Nissan utvärderade en möjlig satsning på WTCC och SEAT och Lada funderar på att komma tillbaka som fabriksteam. En preliminär tävlingskalender presenterades den 29 juli 2012 och inkluderar samtliga tävlingar från säsongen 2012 samt en tävling i Ryssland på Moscow Raceway. Detta innebär att antalet tävlingshelger utökades från tolv till tretton.

## Nyheter

### Tävlingar
- Antalet tävlingshelger utökas från tolv till tretton.[1]
- Race of Russia tillkommer i kalendern och kommer köras på Moscow Raceway.[1]
- Det fanns planer om en eventuell premiärtävling på Buddh International Circuit i Indien,[2] men när den preliminära kalendern presenterades var tävlingen borttagen.[1]
- Race of Portugal flyttas från Autódromo Internacional do Algarve till Circuito da Boavista.[1]

### Bilmärken
- Chevrolet drar sig ur som fabriksteam.[3] Teamet som driver deras bilar, RML Group, behåller de tre Chevrolet Cruzearna, men om dessa kommer användas i WTCC är oklart.[4]
- JAS Motorsport, i samarbete med Honda, kommer ställa upp med två Honda Civic.[5]
- SEAT satsar på att komma tillbaka som fabriksteam med SEAT Sport.[6]
- Nissan utvärderar eventuellt deltagande i WTCC.[7]
- Lada satsar på att komma tillbaka till WTCC med Lada Granta Sport, efter två inhopp under säsongen 2012.[8]

### Däckleverantör
- WTCC har förlängt sitt kontrakt med den japanska däcktillverkaren Yokohama Rubber Company till säsongen 2015.[9]

## Preliminär tävlingskalender
| Datum        | Race                      | Bana                                              | Pole Position | Snabbaste varv | Segrare | Team | Segrare (Yokohama) | Rapport |
| ------------ | ------------------------- | ------------------------------------------------- | ------------- | -------------- | ------- | ---- | ------------------ | ------- |
| 10 mars      | Race of Italy             | Autodromo Nazionale Monza                         |               |                |         |      |                    | ■       |
| 10 mars      | Race of Italy             | Autodromo Nazionale Monza                         |               |                |         |      |                    | ■       |
| 24 mars      | Race of Spain             | ej bekräftad                                      |               |                |         |      |                    | ■       |
| 24 mars      | Race of Spain             | ej bekräftad                                      |               |                |         |      |                    | ■       |
| 7 april      | Race of Morocco           | Circuit International Automobile Moulay El Hassan |               |                |         |      |                    | ■       |
| 7 april      | Race of Morocco           | Circuit International Automobile Moulay El Hassan |               |                |         |      |                    | ■       |
| 28 april     | Race of Slovakia          | Automotodróm Slovakia Ring                        |               |                |         |      |                    | ■       |
| 28 april     | Race of Slovakia          | Automotodróm Slovakia Ring                        |               |                |         |      |                    | ■       |
| 5 maj        | Race of Hungary           | Hungaroring                                       |               |                |         |      |                    | ■       |
| 5 maj        | Race of Hungary           | Hungaroring                                       |               |                |         |      |                    | ■       |
| 19 maj       | Race of Austria           | Salzburgring                                      |               |                |         |      |                    | ■       |
| 19 maj       | Race of Austria           | Salzburgring                                      |               |                |         |      |                    | ■       |
| 9 juni       | Race of Russia            | Moscow Raceway                                    |               |                |         |      |                    | ■       |
| 9 juni       | Race of Russia            | Moscow Raceway                                    |               |                |         |      |                    | ■       |
| 30 juni      | Race of Portugal          | Circuito da Boavista                              |               |                |         |      |                    | ■       |
| 30 juni      | Race of Portugal          | Circuito da Boavista                              |               |                |         |      |                    | ■       |
| 28 juli      | Race of Brazil            | Autódromo Internacional de Curitiba               |               |                |         |      |                    | ■       |
| 28 juli      | Race of Brazil            | Autódromo Internacional de Curitiba               |               |                |         |      |                    | ■       |
| 22 september | Race of the United States | Sonoma Raceway                                    |               |                |         |      |                    | ■       |
| 22 september | Race of the United States | Sonoma Raceway                                    |               |                |         |      |                    | ■       |
| 20 oktober   | Race of Japan             | Suzuka International Racing Course                |               |                |         |      |                    | ■       |
| 20 oktober   | Race of Japan             | Suzuka International Racing Course                |               |                |         |      |                    | ■       |
| 3 november   | Race of China             | Shanghai International Circuit                    |               |                |         |      |                    | ■       |
| 3 november   | Race of China             | Shanghai International Circuit                    |               |                |         |      |                    | ■       |
| 17 november  | Guia Race of Macau        | Circuito da Guia                                  |               |                |         |      |                    | ■       |
| 17 november  | Guia Race of Macau        | Circuito da Guia                                  |               |                |         |      |                    | ■       |

## Team och förare
| Bilmärke         | Team           | Nr | Förare            | IT | Tävlingshelger |
| ---------------- | -------------- | -- | ----------------- | -- | -------------- |
| Honda Civic 1.6T | JAS Motorsport | ?  | Gabriele Tarquini | ?  | ?              |
| Honda Civic 1.6T | JAS Motorsport | ?  | Tiago Monteiro    | ?  | ?              |